# Епархия Натитингу

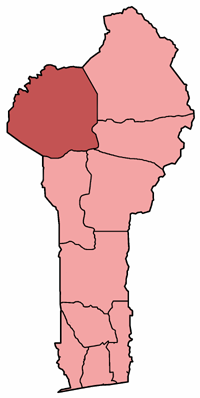
Карта расположения епархии Натитингу

Епархия Натитингу (лат. Dioecesis Natitinguensis) — епархия Римско-Католической Церкви с центром в городе Натитингу, Бенин. Епархия Натитингу входит в митрополию Параку.

## История
10 февраля 1964 года Римский папа Павел VI издал буллу «Ne latius pateret», которой учредил епархию Натитингу, выделив её из епархии Параку. 10 июня 1995 года епархия Натитингу уступила часть своей территории новой епархии Джугу. 16 октября 1997 года епархия Натитингу вошла в церковную провинцию Параку.

## Ординарии епархии
- епископ Patient Redois (10.02.1964 — 11.11.1983)
- епископ Nicolas Okioh (11.11.1983 — 10.06.1995)
- епископ Pascal N’Koué (28.06.1997 — 14.06.2011), назначен архиепископом Параку
  - Sede Vacante (2011—2014)
- епископ Antoine Sabi Bio (с 13.03.2014)

## Источник
- Annuario Pontificio, Libreria Editrice Vaticana, Città del Vaticano, 2003, стр. 872, ISBN 88-209-7422-3
- Булла Ne latius pateret (лат.)